# ジョージ・ネルソン (宇宙飛行士)
ジョージ・ネルソン（George Driver "Pinky" Nelson, 1950年7月13日 - ）は、アメリカ航空宇宙局の宇宙飛行士である。
ネルソンはアイオワ州のチャールズ・シティで生まれたが、ミネソタ州ウィルマーを故郷と考えている。妻のスージーはカリフォルニア州アラバマ出身である。2人の娘エイミーとマーティがいる。

## 教育
ネルソンは1968年にウィルマー高校を卒業した。1972年にHarvey Mudd Collegeで物理学の学士号、1974年と1978年にワシントン大学で天文学の修士号と博士号を取得した。

## 受賞等
NASAのExceptional Engineering Achievement Medal、Exceptional Service Medal、Space Flight Medals（3つ）等を受賞し、またAIAAのHaley Space Flight Awardも受賞した。2009年には宇宙飛行士の殿堂にも選ばれた。

## 研究
ネルソンは、サクラメント (カリフォルニア州)のピーク・ソーラー天文台、オランダのユトレヒト天文学研究所、ドイツのゲッティンゲン大学、ボルダー (コロラド州)のJILA等で研究を行っている。最近の研究課題は、教育システムの改革と科学教師の育成である。

## NASAでの業績
ネルソンは1978年に宇宙飛行士の候補に選ばれ、WB 57-Fでは機器の操作を行い、その後宇宙服の開発等に携わった。STS-1では、彼は追跡飛行機に乗って写真を撮影した。最後の試験飛行であるSTS-3とSTS-4では通信管制員を務めた。1984年のSTS-41-C、1986年のSTS-61-C、1988年のSTS-26で3度の宇宙飛行を経験した。合計411時間を宇宙で過ごし、そのうち5回で10時間の宇宙遊泳を行った。

### STS-41-C
1984年4月6日から13日にチャレンジャーで行われた7日間のミッションで、長期露出実験装置の展開、ソーラーマックスの回収、修理、放出を行った。また、2度の宇宙遊泳で船外活動ユニットやIMAXシステムのテストも行われた。

### STS-61-C
1986年1月12日から18日にコロンビアで行われた6日間のミッションで、SATCOM衛星の展開が行われた他、天体物理学や材料科学の実験が行われた。

### STS-26
1988年9月29日から10月3日にディスカバリーで行われた4日間のミッションで、チャレンジャー号爆発事故後、初のミッションとなった。TDRS-C衛星の展開や11の科学実験が行われた。

## NASA以降
ネルソンは1989年にNASAを去り、ワシントン大学の学長となった。現在は西ワシントン大学の科学数学技術教育プログラムを監督している。